# Ban Mo (huyện)
Ban Mo (tiếng Thái: บ้านหมอ) là một huyện (amphoe) ở vùng tây bắc của tỉnh Saraburi, miền trung Thái Lan.

## Địa lý
Các huyện giáp ranh (từ phía tây theo chiều kim đồng hồ) là: Don Phut, Nong Don, Phra Phutthabat, Sao Hai của tỉnh Saraburi, và Tha Ruea của tỉnh Ayutthaya.

## Hành chính
Huyện này được chia thành 9 phó huyện (tambon).
| 1. | Ban Mo      | บ้านหมอ  |  |
| 2. | Bang Khamot | บางโขมด |  |
| 3. | Sang Sok    | สร่างโศก |  |
| 4. | Talat Noi   | ตลาดน้อย |  |
| 5. | Horathep    | หรเทพ   |  |
| 6. | Khok Yai    | โคกใหญ่  |  |
| 7. | Phai Khwang | ไผ่ขวาง  |  |
| 8. | Ban Khrua   | บ้านครัว  |  |
| 9. | Nong Bua    | หนองบัว  |  |